# Меджліс Олі Таджикистану
Меджліс Олі Таджикистану — найвищий законодавчий та представницький орган державної влади Таджикистану, парламент. Двопалатний парламент був заснований новою конституцією 1999 року, змінивши однопалатний парламент.

## Склад
Парламент Таджикистану складається з двох палат:
- Верхньої — Національної Ради (тадж. Маҷлісі міллӣ).
- Нижньої — Палати Представників (тадж. Маҷлісі намояндагон).

За Конституцією Таджикистану, Меджліс Намояндагон складається з 63 депутатів, що обираються шляхом таємного голосування на підставі загального, рівного і прямого виборчого права. 22 представники обираються за пропорційною системою, 41 по одномандатних округах. Меджліс Намояндагон діє на постійній та професійній основі. Його депутатом може бути обраний громадянин не молодший 25 років.
Меджліс Мілі Республіки Таджикистан складається з 33 членів, 25 з яких обираються шляхом таємного голосування на спільних засіданнях депутатів від Гірничо-Бадахшанської автономної області, її міст і районів, міста Душанбе і його районів, міст і районів республіканського підпорядкування. 8 членів призначаються Президентом Таджикистану. У Меджлісі Мілі всі адміністративно-територіальні одиниці республіки мають рівну кількість представників. Його членом може бути обраний громадянин, який досяг 35 річного віку і має вищу освіту. Кожен колишній Президент Республіки Таджикистан є довічним членом Меджлісу Мілі, якщо добровільно не відмовиться від цього права.
Термін повноважень Меджліс Олі становить 5 років. Після закінчення даного терміну проводяться нові вибори. Повноваження Меджлісу Намояндагон та Меджлісу Мілі припиняються в день початку діяльності Меджлісу Олі нового скликання.
Членами Меджлісу Мілі не можуть бути судді, члени уряду, співробітники правоохоронних органів, військовослужбовці та інші особи, передбачені конституційним законом. Громадянин не може одночасно бути депутатом Меджлісу Намояндагон та членом Меджлісу Мілі. Депутат Меджлісу Намояндагон не може бути депутатом іншого представницького органу, займати іншу посаду, займатися підприємницькою та іншою діяльністю, крім наукової та творчої. Член Меджлісу Мілі не може бути депутатом більше як двох представницьких органів.

## Структура
Діяльність Меджлісу Олі здійснюється у формі сесій. Протягом місяця після виборів, першу сесію Меджлісу Олі скликає Президент Таджикистану. Відкриває першу сесію Меджлісу Намояндагон та Меджлісу Мілі найстарший за віком депутат і веде до обрання голів цих палат. Після обрання голови Меджлісу Мілі наступні сесії скликаються головою не менше двох разів на рік. Сесії Меджлісу Намояндагон здійснюються один раз на рік починаючи з першого робочого дня жовтня і до останнього робочого дня червня. Президент Таджикистану має право скликати позачергові сесії, в разі особливої необхідності, на яких будуть розглянуті тільки ті питання, які послужили підставою для скликання цих сесій.

### Порядок обрання голів та заступників палат
Голови палат обираються таємним голосуванням більшістю від загальної кількості їхніх депутатів і членів. Голови та заступники палат ведуть засідання, а також вирішують інші відповідні питання. Палати самостійно утворюють комітети та комісії, формують свої координаційні та робочі органи, проводять парламентські слухання, які стосуються ведення палат, приймають свій регламент.

### Засідання
Палати засідають окремо, за винятком випадків:
- Складання Президентом присяги, його відставки або заслуховування послань Президента Таджикистану;
- Виступи керівників іноземних держав;
- Затвердження указів Президента про введення воєнного та надзвичайного станів;
- Видання згоди на використання Збройних Сил Таджикистану за її межами для виконання міжнародних зобов'язань Таджикистану;
- Затвердження указів Президента про призначення та звільнення Прем'єр-міністра та членів Уряду;
- Розгляд послань Президента про основні напрями внутрішньої та зовнішньої політики держави без прийняття постанови;
- Встановлення заробітної плати Президенту;
- Призначення виборів Президента;
- Розгляд питання про недоторканність Президента.

Засідання палат проводяться у відкритому режимі, однак, у випадках, передбачених законом та регламентами палат, можуть проводитися і закриті засідання. Засідання палат правоспроможні, якщо на них присутні не менше двох третин депутатів і членів від загального числа.

### Фракції
Склад фракцій політичних партій у нижній палаті парламенту Таджикистану, за підсумками парламентських виборів 2010 року:
| Фракція                                     | Керівник          | Кількість депутатів | частка голосів |
| ------------------------------------------- | ----------------- | ------------------- | -------------- |
| Народно-демократична партія Таджикистану    | Махфірат Хідірова | 44                  | 70,6 %         |
| Партія ісламського відродження Таджикистану | Мухіддін Кабірі   | 2                   | 8,2 %          |
| Комуністична партія Таджикистану            | Шоді Шабдолов     | 2                   | 7,0 %          |
| Партія економічних реформ Таджикистану      | Олімджон Бобоєв   | 2                   | 5,3 %          |
| Аграрна партія Таджикистану                 | Амір Карокулов    | 2                   | 5,1 %          |

## Повноваження
Право законодавчої ініціативи належить членам обох палат, Президенту Таджикистану, Уряду Таджикистану, а також Конституційному, Верховному та Вищому економічному судам в межах їх компетенції.
Законопроєкти вносяться на розгляд до Меджлісу Намояндагон. Законопроєкт приймається більшістю голосів від загального числа депутатів. У разі схвалення законопроєкту в Меджлісі Намояндагон, він передається в Меджліс Мілі. Закон вважається схваленим Меджлісом Мілі, якщо за нього проголосувала більшість від загальної кількості його членів. У разі відхилення законопроєкту в Меджлісі Мілі, законопроєкт відправляється для повторного розгляду в Меджліс Намояндагон. Якщо ж він не згоден з рішенням Меджлісу Мілі, законопроєкт може бути прийнятий, у випадку, якщо за нього проголосувало не менше двох третин від загального числа депутатів Меджлісу Намояндагон.
Схвалені законопроєкти надаються Президентові Таджикистану для підписання та оприлюднення. Протягом п'ятнадцяти днів президент має право повернути законопроєкт в Меджліс Намояндагон, якщо він не згоден з представленим законопроєктом. Палати у встановленому Конституцією порядку повинні повторно розглянути й доопрацювати документ. Після чого законопроєкт знову відправляється президенту. Президент протягом десяти днів підписує й оприлюднює законопроєкт. У разі, якщо законопроєкт буде схвалений у раніше прийнятій редакції більшістю голосів членів обох палат, президент протягом десяти днів має підписати та оприлюднити законопроєкт.
Повноваження Меджлісу Намояндагон:
- Утворення Центральної комісії з виборів і проведення референдумів, обрання та відкликання голови, заступника та членів комісії за поданням Президента;
- Винесення на всенародне обговорення проєктів законів та інших важливих державних і суспільних питань;
- Затвердження соціально-економічних програм;
- Дача дозволу на видачу та отримання державного кредиту;
- Ратифікація та денонсація міжнародних договорів;
- Призначення референдуму;
- Створення судів;
- Затвердження державних символів;
- Затвердження державних нагород;
- Затвердження указів Президента про призначення та звільнення голови Національного банку та його заступників;
- Встановлення військових звань, дипломатичних рангів та інших спеціальних звань;
- Здійснення інших повноважень, визначених Конституцією та законами.

Повноваження Меджлісу Мілі:
- Створення, ліквідація та зміна адміністративно-територіальних одиниць;
- Обрання та відкликання голови, заступників та суддів Конституційного суду, Верховного суду та Вищого економічного суду за поданням Президента;
- Вирішення питання про позбавлення недоторканності голови, заступників та суддів Конституційного суду, Верховного суду та Вищого економічного суду;
- Дача згоди на призначення і звільнення Генерального прокурора та його заступників;
- Здійснення інших повноважень, визначених Конституцією та законами.

## Саморозпуск
Меджліс Олі має право достроково саморозпуститися за згодою не менше двох третин членів обох палат. Меджліс Олі не може бути розпущений у період дії надзвичайного або воєнного стану.